# 坎伯兰岛国家海岸
坎伯兰岛国家海岸（Cumberland Island National Seashore）是位於美國佐治亚州康登縣坎伯兰岛的一個國家海岸。這裡有海滩和沙丘、沼泽和淡水湖。该国家海岸还有不少历史遗迹。1972年10月23日美国国会授权該地區成為一個國家海岸，并由美国国家公园管理局管理。